# ابریولا
ابریولا (به ایتالیایی: Abriola) یک سکونتگاه مسکونی در ایتالیا است که در استان پوتنزا واقع شده‌است.

## خصوصیات
ابریولا ۹۶ کیلومترمربع مساحت و ۱٬۶۱۷ نفر جمعیت دارد و ۹۵۷ متر بالاتر از سطح دریا واقع شده‌است.